# Thomas Dolliver Church
Pour les articles homonymes, voir Dolliver (homonymie).
Thomas Dolliver Church ou simplement Dolliver, né le 27 avril 1902 et mort le 30 août 1978, est un paysagiste américain.